# Thé aux États-Unis

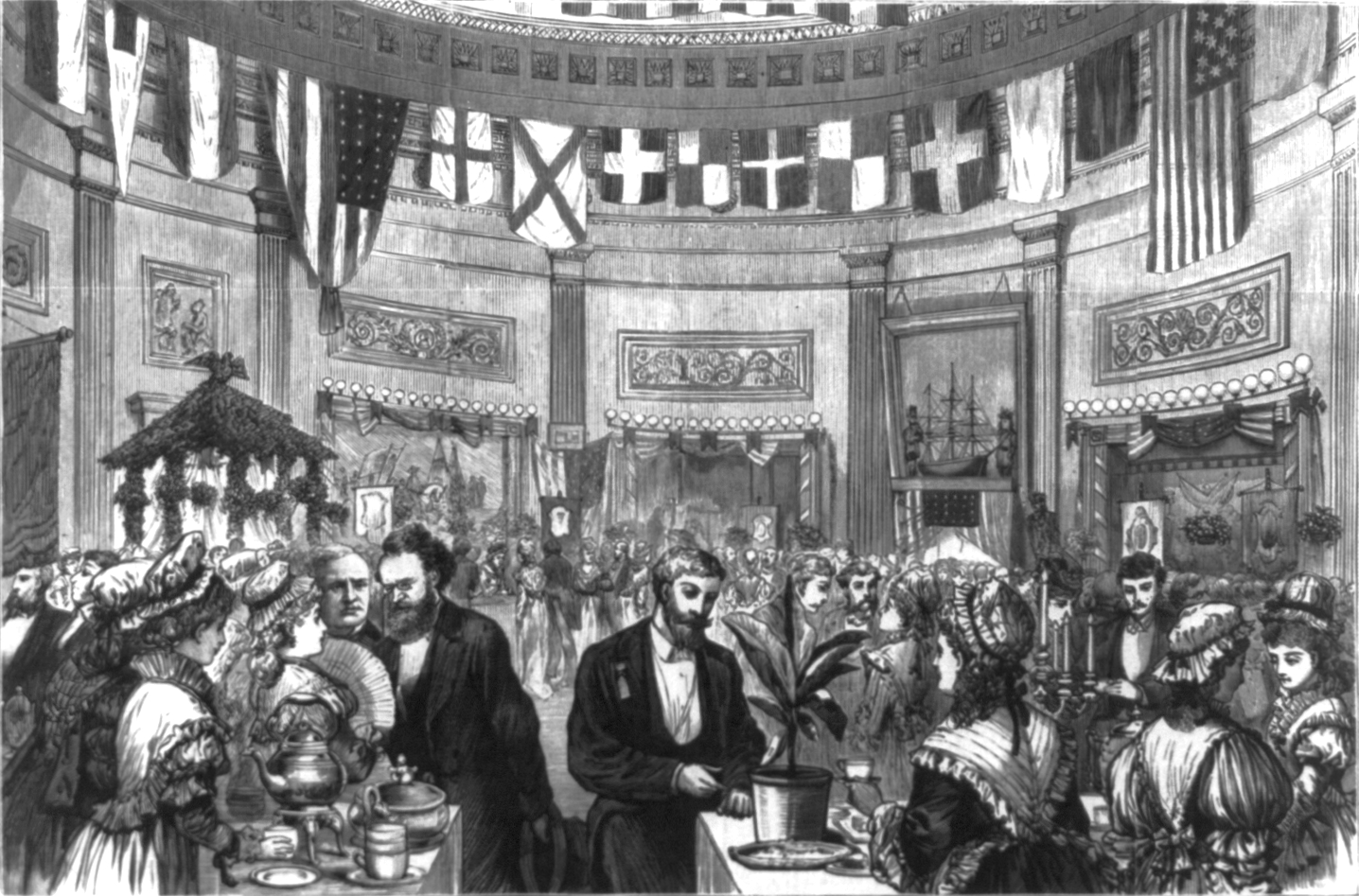
Un thé organisé au Capitole des États-Unis en l'honneur du centenaire de l'Amérique, 1875. Dans cette gravure, Carl Schurz (sénateur du Missouri) se tient à la table à thé sur la gauche.

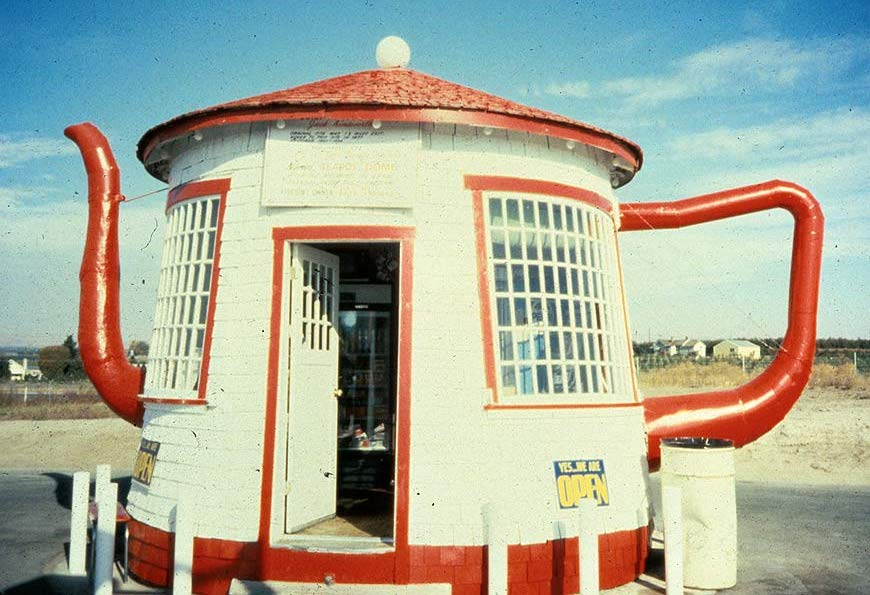
Ce bâtiment américain en forme de théière a été construit à côté d'une autoroute en 1922 en tant que symbole politique du scandale du Teapot Dome.

La culture américaine du thé comprend les méthodes de préparation et les moyens de consommation du thé dans le contexte de la culture des États-Unis.
Les restaurants et les lieux de travail américains proposent généralement par défaut du café infusé au goutte-à-goutte, tandis que du thé chaud infusé à la tasse avec des sachets de thé est disponible sur demande. Le thé peuvent être célébré en de nombreuses occasions, des plus petites et intimes aux grandes réunions et célébrations familiales. Dans le Sud des États-Unis, un favori régional appelé thé sucré - qui est infusé, sucré et refroidi avant d'être consommé - peut être servi à tous les repas et tout au long de la journée comme alternative à d'autres boissons. Aux États-Unis, environ 85 % du thé consommé est servi froid, ou glacé. Le thé glacé est plus fréquemment consommé pendant les périodes de temps chaud ou sous des latitudes plus basses, et le thé chaud est également plus courant par temps froid. Toute confusion lorsque l'on visite différentes parties du pays peut facilement être résolue en demandant explicitement soit du « thé chaud », soit du « thé glacé ». Le thé de l'après-midi, en tant que repas, est rarement servi aux États-Unis, sauf lors d'occasions spéciales ritualisées telles que le goûter ou un après-midi dans un hôtel ou un restaurant haut de gamme, qui peuvent également proposer du thé à la crème à leur menu.

## Histoire

Gravure de 1789 représentant la Boston Tea Party.

Le thé arrive pour la première fois aux États-Unis en 1647 par l'intermédiaire du commerçant hollandais Peter Stuyvesant à la colonie de La Nouvelle-Amsterdam.
La consommation de thé augmente dans la colonie jusqu'à devenir en 1767 le troisième produit importé après le textile et les produits manufacturés. Cette année, le parlement britannique décide d'une nouvelle taxe sur le thé, les Townshend Acts afin de renflouer les caisses vidées par la guerre de Sept Ans. En 1773, le parlement décide, pour écouler les stocks de 17 millions de livres de la British East India Company, de lui accorder un monopole dans les colonies britanniques, mécontentant de nombreux vendeurs américains. Puis, le Tea Act instaure de nouvelles taxes, aboutissant à la Boston Tea Party, évènement marquant de la révolution américaine, où les cargaisons de thé sont vidées à la mer en guise de protestation.
Après l'indépendance, le thé est décrié, puis sa consommation reprend peu à peu.
Avant la Seconde Guerre mondiale, la préférence du thé aux États-Unis était répartie de façon égale entre thé vert et le thé noir, à 40 % chacun, les 20 % restants préférant le thé oolong. La guerre coupa les États-Unis de ses principales sources de thé vert, la Chine et le Japon, ne laissant que du thé presque exclusivement britannique en provenance d'Inde, qui ne produisait que du thé noir. Après la guerre, près de 99 % du thé consommée était du thé noir. Les thés vert, oolong, et blanc thés sont récemment réapparus, étant souvent considérés comme des aliments bons pour la santé.[réf. nécessaire]

## Consommation

### Thé glacé

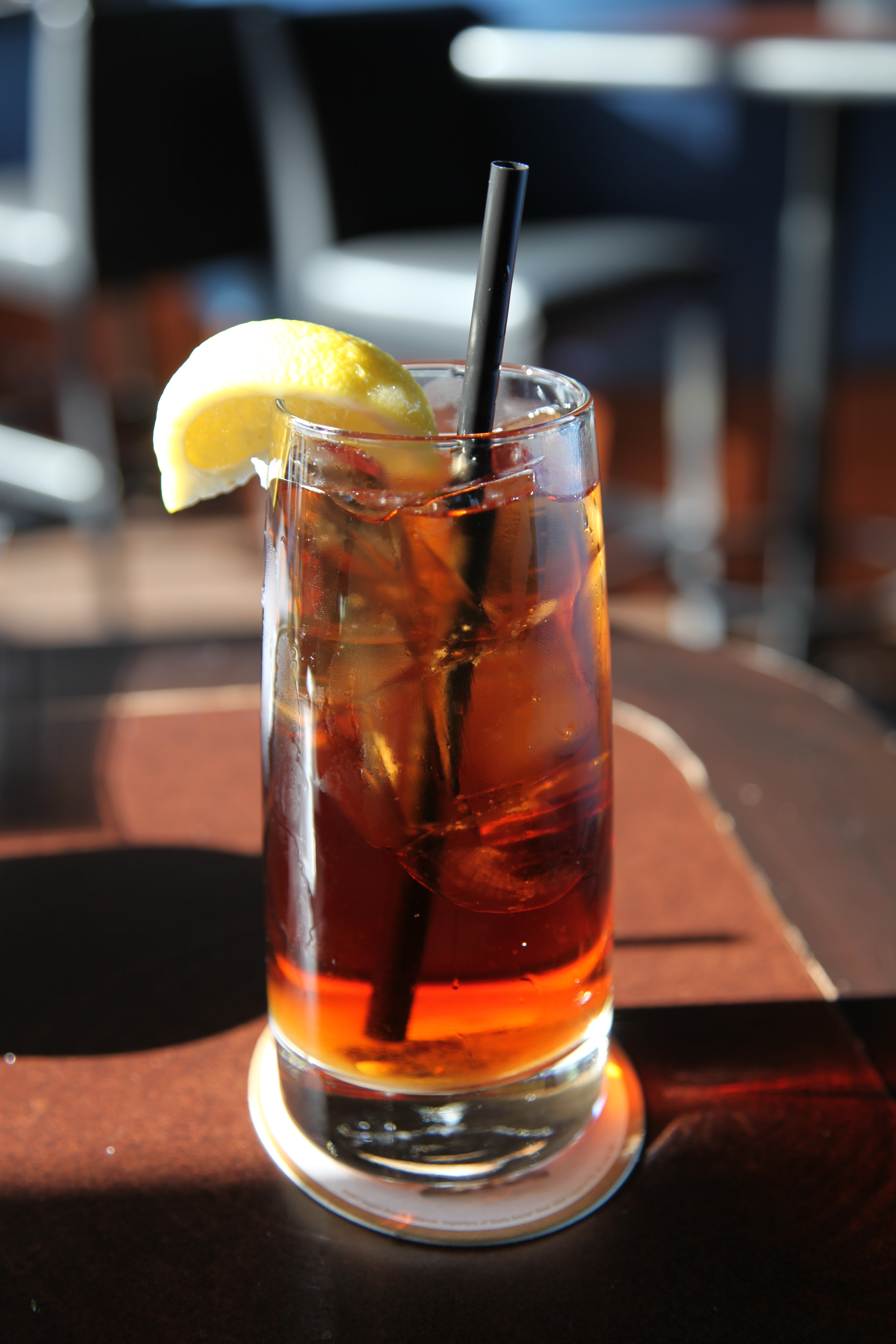
Thé glacé, populaire aux États-Unis.

Le thé glacé est préparé à partir de thé en sachets ou en vrac, très souvent aussi à partir d'un mélange de thé glacé instantané en poudre, disponible dans les magasins. Ce produit est fait en préparant du thé, puis en le déshydratant, comme pour le café instantané.
Le thé glacé peut être acheté, comme le soda, en canettes ou en bouteille dans les distributeurs automatiques et les stations-service. Généralement, ce thé tout préparé est sucré avec du sirop de maïs, avec parfois des arômes, comme le citron ou la framboise.
Dans les restaurants, le thé glacé est généralement servi non sucré, sauf dans le Sud-Est des États-Unis où le thé glacé, beaucoup plus courant, est disponible à la fois sucré et non sucré. La raison de la pré-édulcoration est qu'il peut être difficile de dissoudre du sucre dans le thé glacé, même avec une agitation constante. Certains restaurants ont commencé à servir du thé glacé pré-aromatisé avec des essences de fruits, comme des fruits de la passion.
La popularité du thé glacé aux États-Unis a conduit à ajouter aux couverts standard une cuillère à thé glacé, pourvue d'un long manche, adaptée pour remuer le sucre dans les grands verres couramment utilisés pour le thé glacé.
En moyenne, les Américains consomment 200 grammes de thé par an.
Plutôt que de boire du thé chaud, de nombreux américains préfèrent le thé servi avec de la glace. En fait, aux États-Unis, environ 80 % du thé consommé est servi froid, ou « glacé ».
Depuis la fin des années 1990, les chaînes de restauration rapide de café ont eu un impact énorme sur la façon dont les américains en proposant plus de tisanes et de thés exotiques. Autrefois considéré comme une rareté, le chai, inspiré du masala chai indien, a créé une option populaire chez les individus habituellement amateurs de caffè latte. Bien que n'étant pas commercialisé, le bubble tea taïwanais est également devenu populaire aux États-Unis au cours des dernières années.

### Thé instantané
En 1946, Nestlé USA lance Nestea, le premier thé instantané. Les thés instantanés sont produits à partir de thé noir et de thé vert en plus petite proportion, comme agent de clarification, afin de contrôler la couleur. L'extrait est concentré à basse pression, puis le concentré est séché en poudre par lyophilisation, pulvérisation ou séchage sous vide. Les basses températures minimisent la perte de saveur. Le marché américain des poudres de thé instantanées, qui s'est développé rapidement après l'introduction par Nestlé, s'est considérablement ralenti au cours du dernier quart de siècle, les Américains se tournant de plus en plus vers le glaçage naturel de leurs thés en vrac préférés.

### Le renouveau des thés fins
Les thés jaunes et blancs sont devenus difficiles à trouver aux États-Unis et même le thé vert était devenu rare en raison de l'embargo de la république populaire de Chine sur les exportations vers les États-Unis qui a été levé en 1971. Après la reprise des échanges entre la Chine continentale et les États-Unis, ces thés typiques de Chine ont réintégré le marché américain pour la première fois depuis les deux premières décennies du XXe siècle.
Au début des années 1980, une mini-reprise de la demande de thés de meilleure qualité de toutes origines s'est produite aux États-Unis. La plupart des mélanges de thé glacé aux États-Unis sont traditionnellement fabriqués à partir de thés d'Indonésie, du Sri Lanka, du Kenya, d'Argentine et du Malawi. Même s'il n'y a pas de corrélation entre la qualité des thés troubles par rapport aux thés clairs, les thés glacés clairs étaient considérés comme plus attrayants par le consommateur.

### Variétés de thés

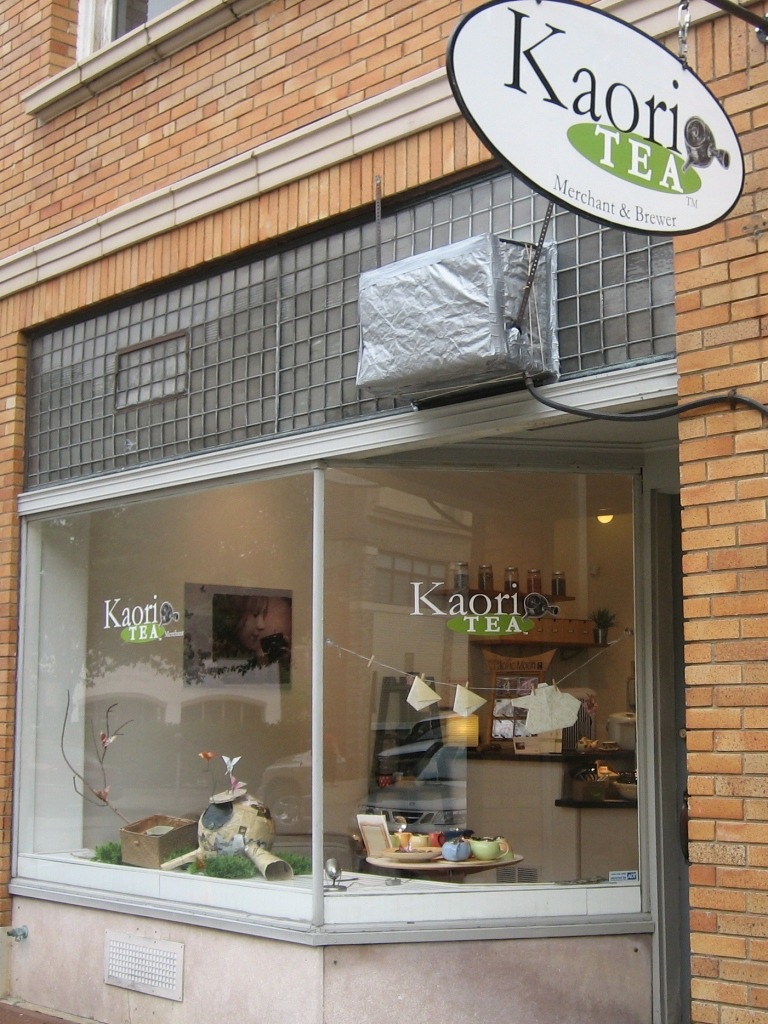
Un magasin de thé à Covington, Kentucky, vendant et servant des thés et des ustensiles de thé en vrac à feuilles entières, 2007.

Actuellement, il y a un regain d'intérêt pour les nombreuses variétés de thés noirs à travers les États-Unis. De plus, d'autres thés exotiques (comme la grande variété de thés africains, asiatiques et sud-américains) et différents styles de brassage deviennent de plus en plus courants. Les thés de toutes origines, fabriqués selon toutes les méthodes de fabrication, sont populaires aux États-Unis, un marché du thé qui a toujours été flexible et plus disposé à essayer de nouveaux types de boissons que les marchés du thé de l'ancien monde.

## Traditions régionales

### Thé sucré
Le thé sucré est omniprésent dans le Sud-Est des États-Unis : il est additionné de sucre ou de sirop de maïs, généralement pendant que le thé est encore chaud après l'infusion, le mélange étant ensuite refroidi avec de la glace. Dans ces États, lorsqu'une personne parle de thé, cela signifie normalement du thé glacé sucré. La consommation de thé sucré à de nombreux repas conduit parfois à l'appeler le "vin de table du Sud", et ce trait est considéré comme un marqueur important de la culture du sud des États-Unis. Le thé sucré du Sud est préparé en infusant du thé à double concentration, en ajoutant une grande quantité de sucre au thé chaud fraîchement infusé et en le diluant à la force appropriée. Il est servi sur un verre plein de glaçons et souvent garni d'une rondelle de citron. Le sirop de maïs à haute teneur en fructose est couramment utilisé comme édulcorant pour le thé fabriqué dans le commerce, tandis qu'à la maison, c'est plutôt du sucre.
Dans le Nord et l'Ouest des États-Unis, le thé désigne généralement la boisson chaude et le thé glacé est désigné comme tel.

### Thé solaire

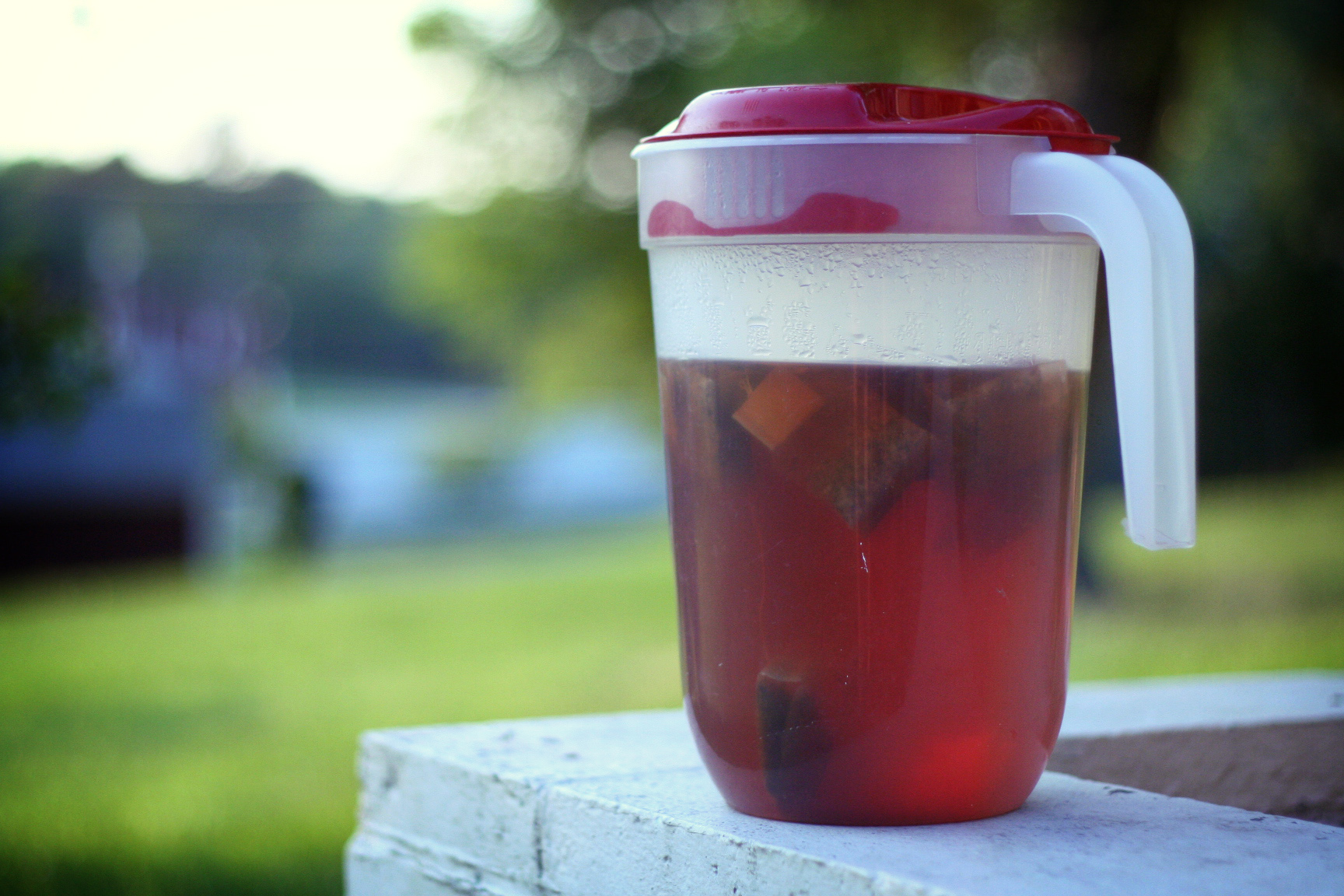
Infusion de thé au soleil

Le thé solaire est fréquemment préparé par infusion dans les régions tempérées en plaçant du thé et de l'eau à température ambiante ensemble dans un bocal en verre laissé à l'extérieur à la lumière directe du soleil. Les temps de macération sont nécessairement longs, de deux à quatre heures. Le thé peut également être infusé sans chaleur du tout en immergeant simplement les sachets de thé ou l'infuseur dans de l'eau à température ambiante et en laissant une période de plusieurs heures (généralement une nuit) pour le trempage. Étant donné que l'infusion au soleil se produit à des températures pouvant favoriser le développement de bactéries, en particulier Alcaligenes viscolactis (en), les Centers for Disease Control (CDC) et la Tea Association of the USA Inc. conseillent de conserver le thé infusé au soleil au réfrigérateur et de le jeter après 24 heures.

## Production
Les États-Unis cultivent sur l'île d'Hawaï, dans l'Oregon, l'état de Washington, le Mississipi, le Texas et la Californie